# We Are the World
〈We Are the World〉는 슈퍼그룹 유에스에이 포 아프리카(USA for Africa)가 1985년 발매한 노래이자 자선 싱글이다. 노래의 작사·작곡은 마이클 잭슨과 라이오넬 리치가 맡았고, 프로듀서는 퀸시 존스와 마이클 오마션이 맡았다. 이 싱글은 세계적으로 2,000만 장 이상이 팔려나갔다.
이 곡의 후반부 애드립을 담당한 레이 찰스는 나중에 후시 녹음을 했는데 음악 녹음 작업에 참석하지 못해서가 아니라 퀸시 존스가 곡의 repeat에 깊이를 더하기 위해 그를 스튜디오로 초청하여 나중에 추가적으로 녹음 작업을 한 것이고, 스티비 원더, 제임스 잉그램도 마찬가지로 과정을 거쳤다. 마이클 잭슨이 혼자서 피아노 반주로 부른 〈We Are the World〉 데모 버전이 《Michael Jackson: The Ultimate Collection》 음반에 수록되었다.

## 배경과 작곡, 발표
1984년에 에티오피아는 사상 초유의 위기에 직면했다. 불안정한 정치 체제와 유례없는 가뭄으로 에티오피아 남부와 북부 지방이 대단히 살인적인 기근 사태에 놓인 것이다. 위기에 처한 그들의 모습은 전 세계에 강한 연민을 불러 일으켰다. 에티오피아 기근에 맞설 자금을 모집하기 위한 노래를 만들 생각을 처음 해낸 사람이 퀸시 존스라는 얘기도 있고, 해리 벨라폰테란 얘기도 있다. 한편 그 노래의 작곡을 의뢰 받은 마이클은 곧 그 계획에 적극적으로 동참해 서둘러 라이오넬 리치와 작업에 착수했다. 두 사람은 머리를 맞대고 노래 한 곡을 써 나가기 시작했다.  마이클 잭슨이 멜로디를 입히고 가다듬은 다음에 퀸시 존스에게 들려주었다. 퀸시 존스는 깊은 감명을 받았다.
그 노래는 엄선된 40여명의 스타들에게 각각 카세트테이프로 녹음되어 보내졌다. 테이프를 받은 스타들은 모두 그 싱글 녹음에 참석해서 유에스에이 포 아프리카 행사에 동참하겠다고 응답해왔다. 스타들의 스케줄을 하나로 모으는 데 난관이 있었지만 마이클과 퀸시가 아메리카 뮤직 어워드라는 해결 방안을 내놓는다. 1월 28일, 신디 로퍼, 다이애나 로스, 레이 찰스, 스티비 원더, 브루스 스프링스턴, 티나 터너 등이 포함된 스타들이 함께 노래하기 위해 한자리에 모였다. 퀸시 존스는 녹음을 시작하기 전에 농담 삼아 이렇게 말했다. "각자 자존심 따위는 문밖에 내려놓고 들어오세요." 녹음은 총 열 시간이 넘게 걸렸다. 언론이 그 프로젝트에 대한 소식을 듣고 소문을 퍼뜨리자 제작자들은 싱글 발매를 서두를 수밖에 없었다.
3월 7일에 음반이 출시되었다. 약 600만 장이 전 세계로 팔려 나가 역대 가장 많이 팔린 싱글 기록을 세웠다. 판매 수익금은 모두 에티오피아와 수단의 기근을 돕는 단체들에 기부되었다. 그리고 대중에 대한 음반의 효과를 높이기 위해서 전 세계 8,000개의 라디오 방송사 동시에 그 싱글을 방송했다.

## USA for Africa 참여 인원
| 지휘자      |
| ----------- |
| · 퀸시 존스 |

| 단독 공연자                       |
| --------------------------------- |
| · 라이오넬 리치                   |
| · 스티비 원더                     |
| · 폴 사이먼                       |
| · 케니 로저스                     |
| · 제임스 잉그램                   |
| · 티나 터너                       |
| · 빌리 조엘                       |
| · 마이클 잭슨                     |
| · 다이애나 로스                   |
| · 디온 워윅                       |
| · 윌리 넬슨                       |
| · 알 재로                         |
| · 브루스 스프링스틴               |
| · 케니 로긴스                     |
| · 스티브 페리                     |
| · 대릴 홀                         |
| · 휴이 루이스 (하모니카로도 참여) |
| · 신디 로퍼                       |
| · 킴 칸스                         |
| · 밥 딜런                         |
| · 레이 찰스                       |

| 코러스            |
| ----------------- |
| · 댄 애크로이드   |
| · 해리 벨라폰테   |
| · 린지 버킹햄     |
| · 마리오 시폴리나 |
| · 조니 콜라       |
| · 쉴라 E.         |
| · 밥 겔도프       |
| · 빌 깁슨         |
| · 크리스 헤이즈   |
| · 신 호프         |
| · 재키 잭슨       |
| · 라토야 잭슨     |
| · 말론 잭슨       |
| · 랜디 잭슨       |
| · 티토 잭슨       |
| · 웨일런 제닝스   |
| · 베트 미들러     |
| · 존 오츠         |
| · 제프리 오스본   |
| · 포인터 시스터스 |
| · 스모키 로빈슨   |

| 악기 연주자                              |
| ---------------------------------------- |
| · 데이비드 페치 – 신시사이저             |
| · 마이클 보디커 – 신시사이저, 프로그래밍 |
| · 파울리뇨 다 코스타 – 타악기            |
| · 루이스 존슨 – 신스 베이스              |
| · 마이클 오마션 – 건반 악기              |
| · 그렉 필린게인즈 – 건반 악기            |
| · 존 로빈슨 – 드럼                       |

## 차트
| 차트 (1985)                           | 최고 순위 |
| ------------------------------------- | --------- |
| 호주 (켄트 뮤직 리포트)               | 1         |
| 오스트리아 (Ö3 오스트리아 탑 40)      | 2         |
| 벨기에 (울트라탑 50 플랑드르)         | 1         |
| 캐나다 어덜트 컨템포러리 (RPM)        | 1         |
| 캐나다 톱 싱글 (RPM)                  | 1         |
| 핀란드 (수오멘 비랄리넨 리스타)       | 1         |
| 프랑스 (SNEP)                         | 1         |
| 독일 (미디어 컨트롤 AG)               | 2         |
| 아일랜드 (IRMA)                       | 1         |
| 이탈리아 (FIMI)                       | 1         |
| 네덜란드 (네덜란드스 탑 40)           | 1         |
| 뉴질랜드 (레코드 뮤직 NZ)             | 1         |
| 노르웨이 (VG-리스타)                  | 1         |
| 남아프리카 차트                       | 1         |
| 스페인 (AFYVE)                        | 1         |
| 스웨덴 (스베리예토프리스탄)           | 1         |
| 스위스 (슈바이처 히트파라데)          | 1         |
| 영국 싱글 (오피셜 차트 컴퍼니)        | 1         |
| 미국 빌보드 핫 100                    | 1         |
| 미국 빌보드 컨트리 싱글 차트          | 76        |
| 미국 빌보드 핫 어덜트 컨템포러리 트랙 | 1         |
| 미국 빌보드 핫 댄스 뮤직/맥시 싱글]]  | 1         |
| 미국 빌보드 핫 메인스트림 록 트랙     | 27        |
| 미국 빌보드 블랙 싱글 차트            | 1         |
| 미국 캐쉬박스                         | 1         |

| 차트 (1985)                 | 순위 |
| --------------------------- | ---- |
| 호주 (켄트 뮤직 리포트)     | 1    |
| 뉴질랜드 (레코디드 뮤직 NZ) | 1    |
| 영국 (오피셜 차트 컴퍼니)   | 35   |
| 미국 빌보드 핫 100          | 20   |
| 미국 빌보드 블랙 싱글 차트  | 37   |
| 미국 캐쉬박스               | 1    |

## 판매량
| 국가                                                  | 인증        | 판매량/출하량 |
| ----------------------------------------------------- | ----------- | ------------- |
| 캐나다 (뮤직 캐나다)                                  | 3× 플래티넘 | 300,000^      |
| 핀란드 (Musiikkituottajat)                            | 골드        | 7,750         |
| 프랑스 (SNEP)                                         | 플래티넘    | 1,000,000*    |
| 이탈리아 (FIMI)                                       | 골드        | 25,000*       |
| 일본 (RIAJ)                                           | 3× 플래티넘 | 300,000^      |
| 뉴질랜드 (RMNZ)                                       | 플래티넘    | 10,000*       |
| 영국 (BPI)                                            | 실버        | 250,000^      |
| 미국 (RIAA)                                           | 4× 플래티넘 | 8,000,000^    |
| *판매량을 기반으로 한 인증 ^출하량을 기반으로 한 인증 |             |               |

## 같이 보기
- 밴드 에이드 (밴드)

## 참고 문헌
- Braheny, John (2006). 《The Craft and Business of Songwriting》. Writer's Digest Books. ISBN 1-58297-466-7.
- Breskin, David (2004). We Are the World: The Story Behind the Song booklet. Image Entertainment, Inc.
- Campbell, Lisa (1993). 《Michael Jackson: The King of Pop》. Branden. ISBN 0-8283-1957-X.
- Davis, Sharon (2006). 《Stevie Wonder: Rhythms of Wonder》. Robson. ISBN 1-86105-965-5.
- Garofalo, Reebee (1992). 《Rockin' the Boat》. South End Press. ISBN 0-89608-427-2.
- George, Nelson (2004). Michael Jackson: The Ultimate Collection booklet. Sony BMG.
- Marsh, Dave (2004). 《Bruce Springsteen: Two Hearts》. Routledge. ISBN 0-415-96928-X.
- Taraborrelli, J. Randy (2004). 《The Magic and the Madness》. Terra Alta, WV: Headline. ISBN 0-330-42005-4.
- 티메 편집부 (2009). 《Michael Jackson》 [마이클 잭슨, 특별한 운명 : Michael Jackson 1959-2009]. 뮤진트리. ISBN 978-89-961210-9 |isbn= 값 확인 필요: length (도움말).